# Fannie Flagg
Patricia Neal, meglio conosciuta come Fannie Flagg (Birmingham, 21 settembre 1944), è una scrittrice e attrice statunitense.
Fannie Flagg è dichiaratamente omosessuale e nei suoi romanzi è possibile trovare vari riferimenti a situazioni, personaggi e relazioni LGBT.
È autrice di numerosi romanzi che hanno avuto tutti un grande successo di pubblico sia negli Stati Uniti che in altri paesi del mondo.

## Biografia
Fannie Flagg è nota come autrice del best seller internazionale Pomodori verdi fritti al caffè di Whistle Stop di cui ha curato anche la sceneggiatura per la trasposizione cinematografica. Il suo lavoro di sceneggiatrice per il celebre film del 1991 Pomodori verdi fritti alla fermata del treno è stato premiato con una nomination all'Oscar alla miglior sceneggiatura non originale. Nel libro l'autrice si sofferma sulla tenera relazione che lega le due protagoniste Idgie e Ruth: tuttavia, i riferimenti al rapporto affettivo tra le due donne, più evidenti nel romanzo, sono stati molto ammorbiditi e appena accennati ambiguamente nella trasposizione cinematografica dello stesso, soprattutto al fine di non danneggiare il film da un punto di vista commerciale.
Fannie Flagg ha scritto un ricettario, per il momento non tradotto in italiano, intitolato The Original Whistle Stop Cafe Cookbook. La prima edizione è stata stampata nel 1991 dalla Fawcett, successivamente è stato ristampato nel 1995 in versione copertina morbida dalla Ballantine Books con il titolo Fannie Flagg's Original Whistle Stop Cafe Cookbook. Il libro è dedicato ai piatti tipici della cucina del sud degli Stati Uniti, ambientazione prediletta dei suoi romanzi. Nonostante il ricettario originale dell'autrice non sia stato pubblicato nel mercato italiano, esiste tuttavia in Italia un libro dedicato anch'esso all'immaginario ristoro ferroviario e che ripropone le ricette di tutti i piatti citati nel romanzo: Pomodori verdi fritti e altre ricette. Piccole e grandi rivoluzioni alla fermata del treno di Barbara Buganza.

### Vita privata
Fannie Flagg è dichiaratamente lesbica e ha avuto relazioni con Rita Mae Brown e Susan Flannery.

## Romanzi
- 1992 - Pomodori verdi fritti al caffè di Whistle Stop (Fried Green Tomatoes at the Whistle Stop Cafe) (Sonzogno)
- 1993 - Hamburger e miracoli sulle rive di Shell beach (Daisy Fay and the Miracle Man) (Sonzogno)
- 1999 - Pane cose e cappuccino dal fornaio di Elmwood Springs (Welcome to the World, Baby Girl!) (Sonzogno)
- 2003 - In piedi sull'arcobaleno (Standing in the Rainbow) (Sonzogno)
- 2006 - Mr. Zuppa Campbell, il pettirosso e la bambina (A Redbird Christmas) (Sonzogno)
- 2007 - Torta al caramello in Paradiso (Can't Wait to Get to Heaven) (Sonzogno)
- 2011 - Miss Alabama e la casa dei sogni (I Still Dream About You) (Sonzogno)
- 2014 - Voli acrobatici e pattini a rotelle a Wink's Phillip Station (The All-Girl Filling Station's Last Reunion) (Rizzoli)
- 2016 - The Whole Town's Talking (Random House)
- 2021 - Ritorno a Whistle Stop (The Wonder Boy of Whistle Stop) (Rizzoli)

## Filmografia parziale

### Cinema
- Cinque pezzi facili (Five Easy Pieces), regia di Bob Rafelson (1970)
- Il gigante della strada (Stay Hungry), regia di Bob Rafelson (1976)
- Grease - Brillantina (Grease ), regia di Randal Kleiser (1978)
- La brillante carriera di un giovane vampiro (My Best Friend Is a Vampire), regia di Jimmy Huston (1987)
- Pomodori verdi fritti alla fermata del treno (Fried Green Tomatoes), regia di Jon Avnet (1991)
- Pazzi in Alabama (Crazy in Alabama), regia di Antonio Banderas (1999)

### Televisione
- Wonder Woman – serie TV, 1 episodio (1975)
- Harper Valley P.T.A. – serie TV, 30 episodi (1981-1982)

### Musica
- 1967 Rally 'round the Flagg (RCA Victor, LSP-3856)
- 1971 My Husband Doesn't Know I'm Making This Phone Call (Sunflower Records, SNF-5008)